# Red Globe

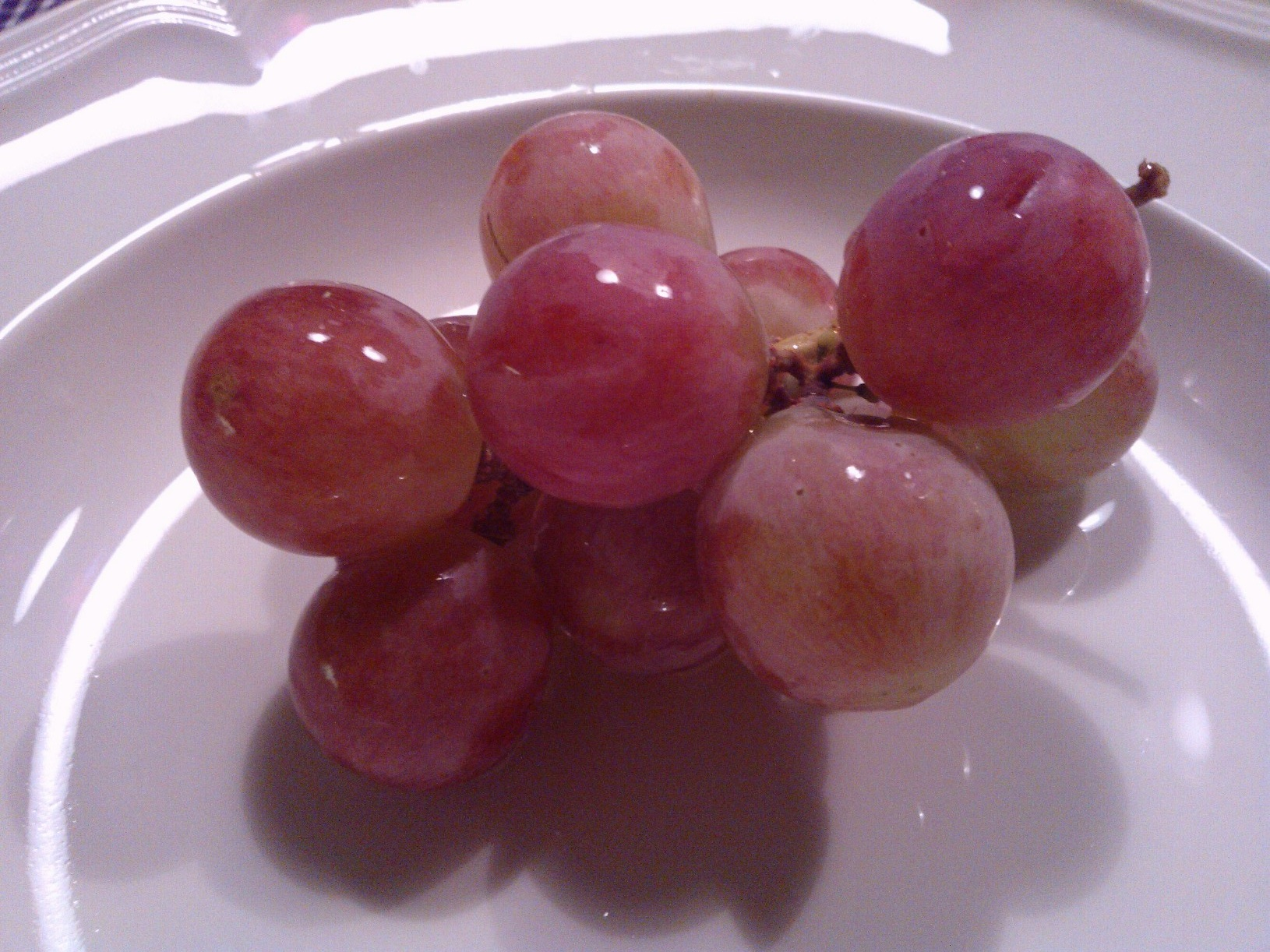
Einige Trauben der Sorte Red Globe

Red Globe ist eine rote Tafeltraube. Es handelt sich um eine Neuzüchtung zwischen L12-80 x S45-48. Die Kreuzung erfolgte im Jahre 1957 durch Harold Olmo und seinem Assistenten Albert T. Koyama an der University of California in Davis. Nachdem 298 Setzlinge auf der Sierra Vista Ranch der Di Giorgio Fruit Corporation gesetzt wurden, erfolgte am 27. Mai 1958 die Selektion der geeignetsten Pflanzen. Die Markteinführung der Rebsorte erfolgte erst 1981. Sie wird als Tafeltraube eingesetzt und hat sich rasch als beliebte Tafeltraube verbreitet.

## Verbreitung
Im Jahr 2007 waren allein in Kalifornien (Weinbau in Kalifornien) 12.519 acre (ca. 5057 Hektar) mit der Sorte Red Globe bestockt. Daneben sind Anpflanzungen in Chile (5.785 Hektar, Stand 2006), Argentinien und Südafrika bekannt. Zugelassen ist sie ebenfalls in Spanien, Italien und Portugal. In Italien wurde sie ab 1990 gepflanzt, inzwischen (Stand 2011) macht die Produktion bereits 10 % der gesamten Tafeltraubenproduktion aus (überwiegend in der Region Apulien, kleinere Flächen auch in Sizilien). Die Anbaufläche von Tafeltrauben in Süditalien insgesamt schrumpft (2006: 70.900 ha, 2009: 67.900 ha, 2010: 66.700 ha, 2011: 57.900 ha, 2012: 50.200 ha), demgegenüber steigt die Anbaufläche von Red Globe (2011: 5.700 ha).
Siehe den Artikel Weinbau in Argentinien, Weinbau in Chile, Weinbau in Südafrika, Weinbau in Spanien, Weinbau in Portugal, Weinbau in Italien und Weinbau in den Vereinigten Staaten sowie die Liste von Rebsorten.
Abstammung: L12-80 (Hunisa x Emperor) x S45-48 (L12-80 x Nocera).

## Synonyme
Red Globe ist auch unter den Namen Globo Rojo, Hong Ti Qui, Redglobe und Rose LTO bekannt. Die Zuchtstammnummer lautet 10-23D.

## Ampelographische Sortenmerkmale
In der Ampelographie wird der Habitus folgendermaßen beschrieben:
- Die Triebspitze ist offen. Sie ist nur spinnwebig behaart oder nahezu unbehaart. Die Jungblätter sind unbehaart und leicht kupferfarben.
- Die mittelgroßen Blätter sind fünflappig und mitteltief gebuchtet. Die Stielbucht ist ellipsenförmig geschlossen. Das Blatt ist stumpf gezahnt. Die Zähne sind im Vergleich zu anderen Sorten mittelgroß. Die Blattoberfläche (auch Blattspreite genannt) ist glatt. Im Herbst verfärben sich die Blätter helbgelb.
- Die kegelförmige Traube ist groß bis sehr groß (sie kann häufig bis zu einem Kilogramm schwer sein) und lockerbeerig. Die rundlichen bis leicht ovalen Beeren sind ebenfalls sehr groß und von hellroter bis dunkelroter Farbe. Die Beerenschale ist dick und knackig. In der Beere befinden sich 3 – 5  vier × neun mm große Kerne, die zum Teil nur wenig ausgebildet sind.

Die mäßig wüchsige Rebsorte reift ca. 25 Tage nach dem Gutedel und ist somit spätreifend. Sie reift jedoch 15 Tage früher als die ehemals sehr erfolgreiche Rebsorte Emperor.